# Cantera (software)
Cantera is een open source softwarepakket voor het simuleren van chemische kinetiek, transportfenomenen en thermodynamica. Het pakket kan onder meer geïntegreerd worden in computational fluid dynamics-simulaties. De software werd oorspronkelijk geschreven door Dave Goodwin van het California Institute of Technology.